# Kalanaur
Kalanaur è una città dell'India di 16.847 abitanti, situata nel distretto di Rohtak, nello stato federato dell'Haryana. In base al numero di abitanti la città rientra nella classe IV (da 10.000 a 19.999 persone).

## Geografia fisica
La città è situata a 28° 49' 60 N e 76° 24' 0 E e ha un'altitudine di 199 m s.l.m..

## Società

### Evoluzione demografica
Al censimento del 2001 la popolazione di Kalanaur assommava a 16.847 persone, delle quali 8.945 maschi e 7.902 femmine. I bambini di età inferiore o uguale ai sei anni assommavano a 2.527, dei quali 1.437 maschi e 1.090 femmine. Infine, coloro che erano in grado di saper almeno leggere e scrivere erano 11.002, dei quali 6.448 maschi e 4.554 femmine.